# Profundo Carmesí
Profundo Carmesí es una película mexicana dramática y de suspenso de 1996 dirigida por Arturo Ripstein, escrita por Paz Alicia Garciadiego y protagonizada por Regina Orozco y Daniel Giménez Cacho. La película está basada en la historia real de la pareja de asesinos seriales Raymond Fernández y Martha Beck, quienes cometieron sus crímenes en Estados Unidos durante la década de 1940.

## Sinopsis
México, 1949. Cuando el español Nicolás Estrella, un timador de poca monta, descubre que Coral Fabre, una de las mujeres a las que ha estafado, ha abandonado a sus hijos para escaparse con él, comprende que un amor tan grande no puede ser falso. Para realizar un sacrificio así hay que amar sobremanera. De este modo, Nicolás comprende que su vida pasada ha sido vacía e inútil. Él nunca ha amado de verdad, solo se ha aprovechado de las mujeres. Pero Coral lo ha dejado todo por él y debe corresponderle.

## Reparto
- Regina Orozco como Coral Fabre.
- Daniel Giménez Cacho como Nicolás Estrella.
- Marisa Paredes como Irene Gallardo.
- Patricia Reyes Spíndola como Sra. Ruelas
- Giovani Florido como Carlitos.
- Sherlyn como Teresa.
- Julieta Egurrola como Juanita Norton.
- Fernando Soler Palavicini como Don Dimas.
- Esteban Soberanes como barman.
- Rosa Furman como Sara Silberman.
- Verónica Merchant como Rebeca Sanpedro
- Bianca Florido como Mercedes

## Premios y reconocimientos
La película ganó ocho Premios Ariel, incluyendo Mejor Actor y Mejor Actriz, además de haber sido nominada para el Ariel de Oro. Fue reconocida con una mención honorífica en la categoría de cine latinoamericano en Sundance y ganó tres premios en Festival de Cine de Venecia. Fue la selección mexicana para el premio Oscar a mejor película extranjera, pero no logró obtener la nominación.